# 临空站
临空站（建设时工程名为临港站）是济南轨道交通3号线的地铁车站，位于中华人民共和国山东省济南市历城区临港街道与遥墙街道交界遥墙机场路与规划路交叉口地下，2024年11月22日投入运营。

## 出入口
车站共设置4个出入口。
| 編號     | 指示 |
| -------- | ---- |
| 出口 · A |      |
| 出口 · B |      |
| 出口 · C |      |
| 出口 · D |      |

### 临近地点
- 方鼎工业园